# Dahlgren, Illinois
Dahlgren là một làng thuộc quận Hamilton, tiểu bang Illinois, Hoa Kỳ. Năm 2010, dân số của làng này là 525 người.

## Dân số
Dân số qua các năm:
- Năm 2000: 514 người.
- Năm 2010: 525 người.